# جشنواره بین‌المللی فیلم مونترآل
جشنوارهٔ بین‌المللی فیلم مونترآل جشنواره‌ای است که در سال ۱۹۷۷ در مونترآل بنیان‌گذاری شد و یکی از قدیمی‌ترین جشنواره‌های فیلم کانادا است. این جشنواره به‌صورت سالانه در پایان ماه اوت برگزار می‌شود.
این جشنواره قدیمی‌ترین جشنوارهٔ فیلم در آمریکای شمالی نیز می‌باشد. جشنوارهٔ فیلم مونترآل یکی از جشنواره‌های مورد تأیید انجمن تهیه‌کنندگان جهانی فیلم (FIAPF، فیاپف) به‌شمار می‌رود.

## داوران ایرانی
- عباس کیارستمی رئیس هیئت داوران (۲۰۰۰)
- رخشان بنی اعتماد عضو هیئت داوران (۲۰۰۱)
- سمیرا مخملباف عضو هیئت داوران (۲۰۰۳)
- جعفر پناهی رئیس هیئت داوران (۲۰۰۹)[۱]
- بهمن مقصودلو عضو هیئت داوران فیلم‌های اول (۲۰۱۴)[۲]

## جوایز سینمای ایران
- جایزه بهترین فیلم از جشنواره بین‌المللی فیلم مونترال (۱۹۹۷) برای فیلم بچه‌های آسمان به کارگردانی مجید مجیدی
- جایزه بهترین فیلم از جشنواره بین‌المللی فیلم مونترال (۱۹۹۹) برای فیلم رنگ خدا به کارگردانی مجید مجیدی
- جایزه بهترین فیلم اول از جشنواره بین‌المللی فیلم مونترال (۲۰۰۰) برای فیلم دختران خورشید به کارگردانی مریم شهریار
- جایزه بهترین فیلم از جشنواره بین‌المللی فیلم مونترال (۲۰۰۱) برای فیلم باران به کارگردانی مجید مجیدی
- جایزه بهترین بازیگر زن از جشنواره بین‌المللی فیلم مونترال (۲۰۰۲) برای بازی در فیلم ایستگاه متروک به لیلا حاتمی
- جایزه بهترین فیلم اول از جشنواره بین‌المللی فیلم مونترال (۲۰۰۹) برای فیلم «وقتی لیموها زرد شدند» به کارگردانی محمدرضا وطن‌دوست.[۳]
- جایزه نوآوری هنری از جشنواره بین‌المللی فیلم مونترال (۲۰۰۹) برای فیلم آتشکار به کارگردانی محسن امیریوسفی
- جایزه بهترین بازیگر زن از جشنواره بین‌المللی فیلم مونترال (۲۰۱۱) برای بازی در فیلم اینجا بدون من به فاطمه معتمدآریا[۴]
- جایزه بهترین فیلمنامه از جشنواره فیلم مونترال (۲۰۱۷) برای فیلمنامه فیلم  آپاندیس به نویسندگی و کارگردانی  حسین نمازی[۵]

## جایزه بزرگ
| سال  | فیلم                     | عنوان اصلی                       | کارگردان                                | کشور                                |
| ---- | ------------------------ | -------------------------------- | --------------------------------------- | ----------------------------------- |
| ۱۹۷۸ | Ligabue                  |                                  | Salvatore Nocita                        | فرانسه / ایتالیا                    |
| ۱۹۷۹ | ۱+۱=۳                    |                                  | Heidi Genée                             | آلمان غربی                          |
| ۱۹۸۰ | بدل‌کار                   |                                  | ریچارد راش                              | ایالات متحده آمریکا                 |
| ۱۹۸۰ | فونتامارا                |                                  | کارلو لیتزانی                           | ایتالیا                             |
| ۱۹۸۱ | برگزیده                  |                                  | جرمی کاگان                              | ایالات متحده آمریکا                 |
| ۱۹۸۲ | زمان انتقام              | Tiempo de revancha               | آدولفو آریستارائین                      | آرژانتین                            |
| ۱۹۸۲ | Brimstone and Treacle    |                                  | ریچارد لانکرین                          | بریتانیا                            |
| ۱۹۸۳ | The Go Masters           | Mikan no taikyoku                | Ji-shun Duan و Jun'ya Satô و Shu'an Liu | ژاپن / چین                          |
| ۱۹۸۴ | The North                | El Norte                         | گرگوری ناوا                             | ایالات متحده آمریکا / بریتانیا      |
| ۱۹۸۵ | Our Father               | Padre nuestro                    | Francisco Regueiro                      | اسپانیا                             |
| ۱۹۸۶ | بتی بلو                  | 37°2 le matin                    | ژان-ژاک بنکس                            | فرانسه                              |
| ۱۹۸۷ | The Kid Brother          | Kenny                            | Claude Gagnon                           | ژاپن / ایالات متحده آمریکا / کانادا |
| ۱۹۸۸ | کتاب‌خوان                 | La lectrice                      | میشل دوویل                              | فرانسه                              |
| ۱۹۸۹ | Freedom Is Paradise      | S.E.R. - Svoboda eto rai         | سرگئی بودروف                            | اتحاد جماهیر شوروی                  |
| ۱۹۹۰ | سقوط کرده از بهشت        | Caídos del cielo                 | Francisco J. Lombardi                   | پرو / اسپانیا                       |
| ۱۹۹۱ | Salmonberries            |                                  | پرسی آدلون                              | آلمان                               |
| ۱۹۹۲ | نیمه تاریک قلب           | El lado oscuro del corazón       | Eliseo Subiela                          | آرژانتین / کانادا                   |
| ۱۹۹۳ | Betrayal                 | Trahir                           | رادو میخائیلانو                         | فرانسه / سوئیس / اسپانیا / رومانی   |
| ۱۹۹۴ | Once Were Warriors       |                                  | لی تاماهوری                             | نیوزیلند                            |
| ۱۹۹۵ | جورجیا                   |                                  | اولو گروسبارد                           | ایالات متحده آمریکا / فرانسه        |
| ۱۹۹۶ | Different for Girls      |                                  | Richard Spence                          | بریتانیا / فرانسه                   |
| ۱۹۹۷ | بچه‌های آسمان             | Bacheha-Ye aseman                | مجید مجیدی                              | ایران                               |
| ۱۹۹۸ | The Quarry               |                                  | Marion Hänsel                           | بلژیک / فرانسه / هلند / اسپانیا     |
| ۱۹۹۸ | Full Moon                | Vollmond                         | فردی ام. میورر                          | سوئیس / آلمان / فرانسه              |
| ۱۹۹۹ | رنگ خدا                  | Rang-e khoda                     | مجید مجیدی                              | ایران                               |
| ۲۰۰۰ | طعم دیگران               | Le goût des autres               | انییس ژاوی                              | فرانسه                              |
| ۲۰۰۰ | Innocence                |                                  | Paul Cox                                | استرالیا / بلژیک                    |
| ۲۰۰۱ | باران                    | Baran                            | مجید مجیدی                              | ایران                               |
| ۲۰۰۱ | Abandoned                | Torzók                           | Árpád Sopsits                           | مجارستان                            |
| ۲۰۰۲ | The Best Day of My Life  | Il più bel giorno della mia vita | کریستینا کومنچینی                       | ایتالیا / بریتانیا                  |
| ۲۰۰۳ | The Cordon               | Kordon                           | گوران مارکوویچ                          | جمهوری فدرال یوگسلاوی               |
| ۲۰۰۴ | عروس سوریه‌ای             | Ha-Kala Ha-Surit                 | اران ریکلیس                             | فرانسه / آلمان / اسرائیل            |
| ۲۰۰۵ | Off Screen               | Kleisterlee                      | Pieter Kuijpers                         | هلند / بلژیک                        |
| ۲۰۰۶ | A Long Walk              | Nagai sanpo                      | ایجی اوکودا                             | ژاپن                                |
| ۲۰۰۶ | The Greatest Love of All | O Maior Amor do Mundo            | کارلوس جیه‌گس                            | برزیل                               |
| ۲۰۰۷ | Ben X                    |                                  | Nic Balthazar                           | بلژیک / هلند                        |
| ۲۰۰۷ | A Secret                 | Un secret                        | کلود میلر                               | فرانسه                              |
| ۲۰۰۸ | عزیمت‌ها                  | Okuribito                        | Yôjirô Takita                           | ژاپن                                |
| ۲۰۰۹ | Freedom                  | Korkoro                          | تونی گاتلیف                             | فرانسه                              |
| ۲۰۱۰ | Oxygen                   | Adem                             | Hans van Nuffel                         | بلژیک / هلند                        |
| ۲۰۱۱ | Come as You Are          | Hasta la Vista                   | جفری انتوون                             | بلژیک                               |
| ۲۰۱۲ | Where the Fire Burns     | Ateşin Düştüğü Yer               | İsmail Güneş                            | ترکیه                               |
| ۲۰۱۳ | Life Feels Good          | Chce sie zyc                     | Maciej Pieprzyca                        | لهستان                              |
| ۲۰۱۴ | Perfect Obedience        | Obediencia perfecta              | Luis Urquiza                            | مکزیک                               |
| ۲۰۱۵ | Mad Love                 | Fou d'amour                      | Philippe Ramos                          | فرانسه                              |
| ۲۰۱۶ | قانون اساسی              | Ustav Republike Hrvatske         | راجکو گریچ                              | کرواسی                              |
| ۲۰۱۷ | And suddenly the dawn    | Y de pronto el amancer           | Silvio Caiozzi                          | شیلی                                |
| ۲۰۱۸ | Curtiz                   | Curtiz                           | Tamás Yvan Topolánszky                  | مجارستان                            |